# Гаджук, Илья Петрович
Илья́ Петро́вич Гаджу́к (укр. Ілля Петрович Гаджук; род. 2 августа 2002, Бровары, Киевская область) — украинский футболист, полузащитник клуба «Ингулец».

## Карьера
Илья начал свою карьеру в ДЮСШ «Каскад» (Бровары) в шестилетнем возрасте. Его первым тренером был Олег Трухан. Также он занимался футболом в КОДЮСШ из Счастливого. В сезоне 2019/20 Илья присоединился к «Ворскле». Его дебют в украинской премьер-лиге состоялся 28 июня 2020 года в матче с донецким «Олимпиком»: Илья вышел на замену в концовке встречи вместо Эдина Шехича. В следующей игре против «Львова» полузащитник отметился голевой передачей. Всего в своём первом сезоне на взрослом уровне Илья отыграл 4 встречи. В сезоне 2020/21 он провёл 1 матч за «Ворсклу» в премьер-лиге. В марте 2021 года Илья вместе со своим одноклубником Олегом Власовым перешёл в киевское «Динамо».

## Клубная статистика
| Выступление      | Выступление      | Выступление      | Чемпионат | Чемпионат | Кубок Суперкубок | Кубок Суперкубок | Еврокубки | Еврокубки | Итого | Итого |
| Клуб             | Лига             | Сезон            | Игры      | Голы      | Игры             | Голы             | Игры      | Голы      | Игры  | Голы  |
| ---------------- | ---------------- | ---------------- | --------- | --------- | ---------------- | ---------------- | --------- | --------- | ----- | ----- |
| Ворскла          | УПЛ              | 2019/20          | 4         | 0         | 0                | 0                | —         | —         | 4     | 0     |
| Ворскла          | УПЛ              | 2020/21          | 1         | 0         | 0                | 0                | —         | —         | 1     | 0     |
| Ворскла          | Итого            | Итого            | 5         | 0         | 0                | 0                | 0         | 0         | 5     | 0     |
| Динамо (Киев)    | УПЛ              | 2020/21          | 0         | 0         | 0                | 0                | 0         | 0         | 0     | 0     |
| Динамо (Киев)    | Итого            | Итого            | 0         | 0         | 0                | 0                | 0         | 0         | 0     | 0     |
| Всего за карьеру | Всего за карьеру | Всего за карьеру | 5         | 0         | 0                | 0                | 0         | 0         | 5     | 0     |

## Достижения
«Ингулец»
- Победитель Первой лиги Украины: 2023/24